# Louvières (Haute-Marne)
Louvières ist eine französische Gemeinde mit 90 Einwohnern (Stand: 1. Januar 2022) im Département Haute-Marne in der Region Grand Est. Sie gehört zum Kanton Nogent und zum Arrondissement Chaumont. Die Bewohner werden Hallebardiers und Hallebardières genannt.

## Geografie
Die Gemeinde Louvières liegt an der Traire, etwa 15 Kilometer südöstlich von Chaumont. Sie ist umgeben von den Nachbargemeinden Poulangy im Westen und Norden, Sarcey im Nordosten, Nogent im Osten sowie Vesaignes-sur-Marne im Süden.

## Bevölkerungsentwicklung
| Jahr                       | 1962 | 1968 | 1975 | 1982 | 1990 | 1999 | 2008 | 2019 |
| -------------------------- | ---- | ---- | ---- | ---- | ---- | ---- | ---- | ---- |
| Einwohner                  | 183  | 166  | 143  | 142  | 138  | 125  | 106  | 94   |
| Quellen: Cassini und INSEE |      |      |      |      |      |      |      |      |

## Sehenswürdigkeiten
- Saint-Thomas de Canterbury aus dem 14. Jahrhundert

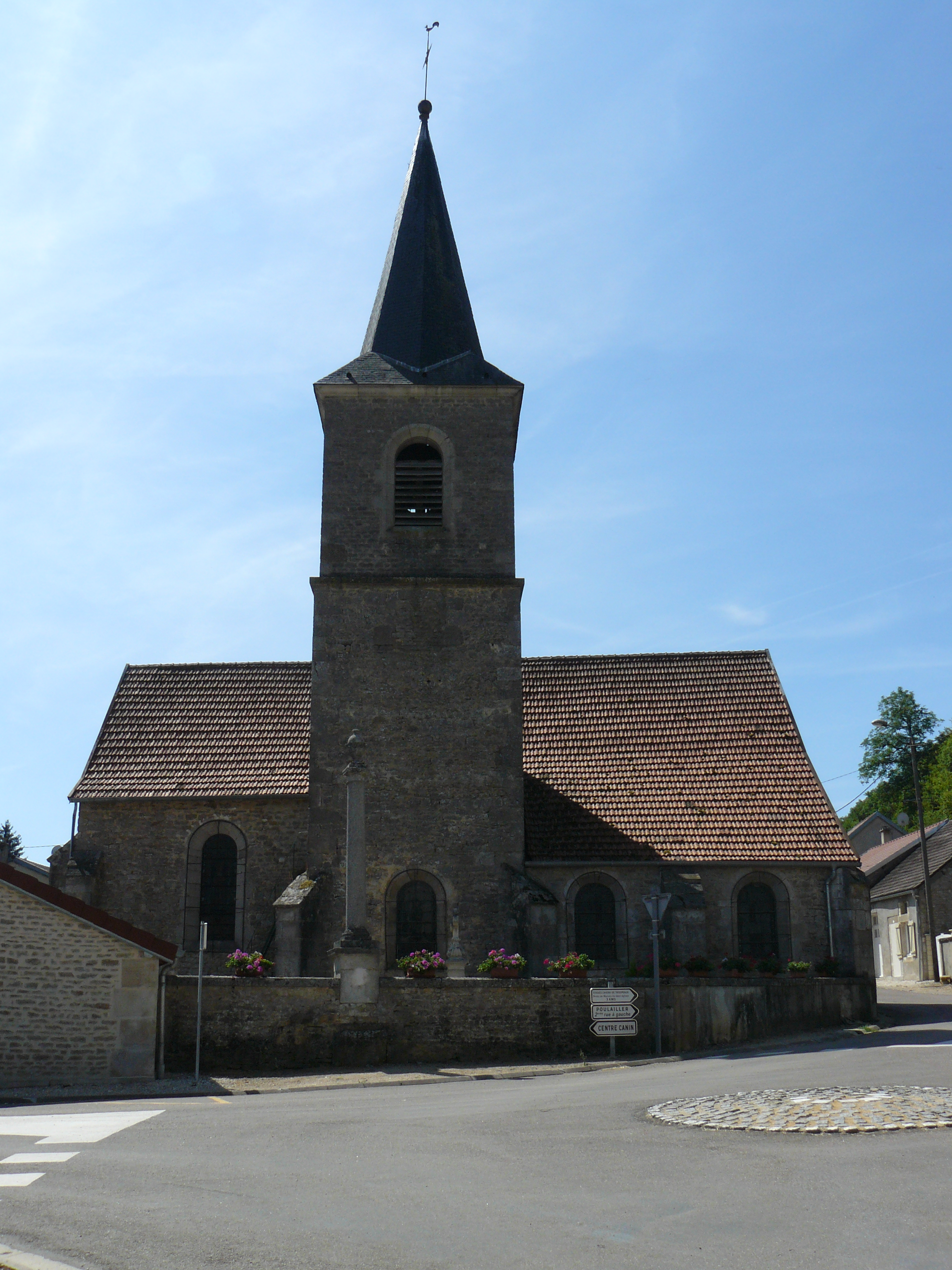
Kirche Saint-Thomas de Canterbury

- Siehe auch: Liste der Monuments historiques in Louvières (Haute-Marne)